# Ramon III de Roergue
Ramon III de Roergue  (945 - 1010) fou comte de Roergue (961-1010), sobirà feudal (marquès) en indivís de Gòtia o Septimània, i dels comtats d'Albi, Carcí i Nimes. Era fill de Ramon II de Roergue i de Berta d'Arle, i va succeir al seu pare a la seva mort vers 961. Va morir entre 1008 i 1010.
A l'entorn de l'any 1000 va fer un acord amb Guillem III Tallaferro pel repartiment del comtat de Nimes; Guillem III es va quedar una part que fou coneguda com el comtat de Sant Gèli (francès Saint-Gilles) formada per alguns districtes del comtat de Nimes amb centre a l'abadia o monestir de Sant Gèli.

## Matrimoni i descendència
Casat el 985 amb Ricarda de Millau de la que va tenir a:
- Hug, comte de Roergue 1010-1054, que el va succeir.